# کارل‌هاینتس اسمیشک
کارل‌هاینتس اسمیشک (انگلیسی: Karlheinz Smieszek؛ زادهٔ ۵ اوت ۱۹۴۸) تیرانداز اهل آلمان بود.